# Erika Molny
Erika Molny  (* 28. Juni 1932 in Patergassen, Kärnten; † 26. August 1990 in Wien) war eine österreichische Autorin und Journalistin.
Die Tochter eines Röntgenologen und einer Krankenschwester sollte zuerst Röntgenassistentin werden und absolvierte dann ein – ungeliebtes – Studium an der Hochschule für Welthandel in Wien. Nach ihrer Heirat mit dem Schriftsteller Thomas Pluch (1960) und der Geburt zweier Töchter, Barbara (* 1965) und der späteren Drehbuchautorin Agnes Pluch (* 1968), wandte sie sich zunehmend der Schriftstellerei zu. Zu Beginn arbeitete Molny auf dem journalistischen Gebiet, vor allem engagierte sie sich als TV-Kritikerin. Fallweise schrieb sie Werbetexte. Sie schrieb auch Kolumnen für diverse überregionale österreichische Medien, unter anderem für die Wiener Zeitung, „Hör zu“, profil und für die Arbeiter-Zeitung. Sodann verfasste sie Theaterstücke, Romane, satirische Kabaretttexte und TV-Drehbücher sowie lyrische Texte.

## Werke (Auswahl)
Der Doppelnachlass Erika Molny-Pluch / Thomas Pluch wird in der Handschriftensammlung der Wienbibliothek im Rathaus aufbewahrt. Der Teilnachlass Erika Molny-Pluch befindet sich im Besitz des Österreichischen Kabarettarchivs in Graz.
- Bruchstücke (Roman), Wien 1984
- Man müsste mit jemandem reden können ...(Texte), Wien 1985
- Die Frau des Malers (Roman), Wien 1988
- Das Fest des Hahns (Erzählungen aus dem Nachlass), Wien 1991